# Эз-Завия (муниципалитет)
Эз-Завия (араб. الزاوية‎) — административный район в Ливии. Административный центр — город Эз-Завия. Площадь — 2 753 км². Население — 290 993 человек (2006 г.).

## Географическое положение
На севере Эз-Завия омывается водами Средиземного моря. Внутри страны граничит со следующими муниципалитетами: Эль-Джифара (восток), Эль-Джабал-эль-Гарби (юг), Эн-Нугат-эль-Хумс (запад).